# Bendougouba
Bendougouba è un comune rurale del Mali facente parte del circondario di Kita, nella regione di Kayes.
Il comune è composto da 17 nuclei abitati:
- Bankoni
- Bendougouba
- Bendougouni
- Dialakoni
- Dialaya
- Kandiaoura
- Karaya Kofoulaben
- Karaya Kouroudjou
- Karaya Toumoumba
- Keniéba
- Kéniékola
- Kouroula
- Laminila
- Makoudji
- Sitantoumbou
- Sofèto
- Toumbougouni